# ゆ

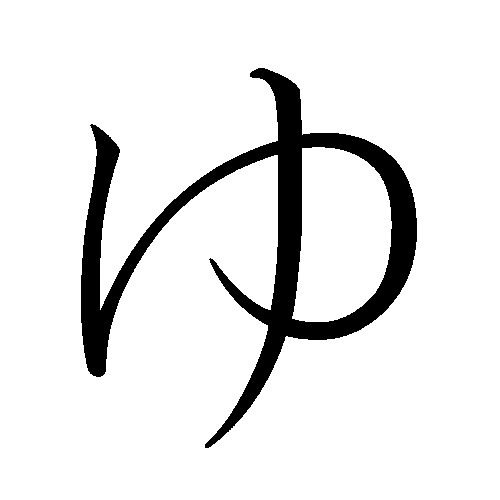
平假名ゆ

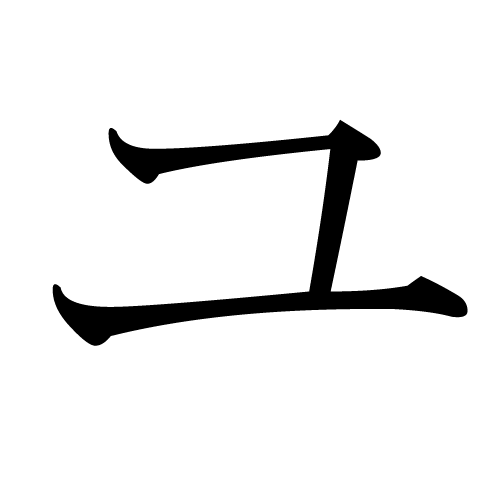
片假名ユ

平假名ゆ和片假名ユ是日语的假名之一，由一个音节组成。在日语五十音图中排第8行第3个（や行う段）的位置。

## 筆劃順序

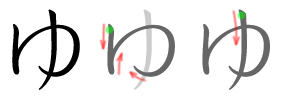
平假名ゆ的筆劃順序

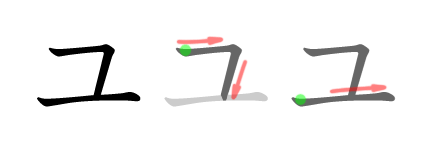
片假名ユ的筆劃順序

## 關於ゆ和ユ
| 現代日語發音     | 由1個子音和1個母音形成／jɯᵝ／音    |
| 五十音顺序       | 第37位                             |
| 伊吕波顺序       | 第39位，「き」之后、「め」之前     |
| 平假名「ゆ」字源 | 「由」字的草書。                   |
| 片假名「ユ」字源 | 「由」字的下半部數個筆劃變化而來。 |
| 日语罗马字       | 平文式罗马字：yu 训令式罗马字：yu  |
| 点字：           | \| —— ●● ●－ \|                    |
| 通话表           | 「弓矢のユ」                       |
| 摩尔斯电码       | －・・——                           |
| —— ●● ●－        |                                    |